# 李迎春
李迎春（？—），男，汉族，中华人民共和国政治人物，现任中国共产党第二十届中央纪律检查委员会委员，中央纪委国家监委第十一监督检查室主任。